# Zinaída Tusnolobova-Marchenko
Zinaída Mijáilovna Tusnolobova-Marchenko (en ruso: Зинаида Михайловна Туснолобова-Марченко; 23 de noviembre de 1920 – 20 de mayo de 1980) fue una médica del Ejército Rojo que luchó durante la Segunda Guerra Mundial integrada en el 849.º Regimiento de Fusileros. Después de ser herida por un soldado alemán en los alrededores de Kursk, sufrió una congelación severa y heridas gangrenosas, por lo que se tuvo que someter a una amputación cuádruple. Como sus heridas la obligaron a retirarse del ejército, habló por radio y escribió una carta abierta a los soldados del Primer Frente Báltico que recibió más de 3000 respuestas. Recibió el título de Héroe de la Unión Soviética el 6 de diciembre de 1957 y la Medalla Florence Nightingale en 1965, convirtiéndola en la tercera mujer soviética en recibir dicha medalla de la Cruz Roja.

## Biografía

### Infancia y juventud

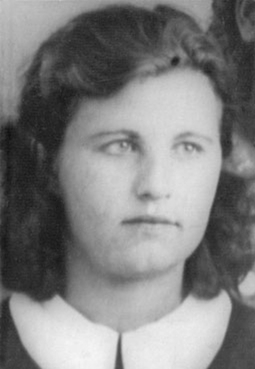
Foto de Zinaida Tusnolobova-Marchenko antes de la guerra

Zinaída Tusnolobova-Marchenko nació el 23 de noviembre de 1920 en una familia rusa de agricultores en la granja Shevtsovo en Pólatsk, ubicada en la actual Bielorrusia. Después de graduarse de la escuela secundaria, trabajó como química en Leninskugol; se unió al ejército después del comienzo de la guerra y se convirtió en miembro del Partido Comunista en 1942.

### Segunda Guerra Mundial
Tusnolobova-Marchenko se unió al Ejército Rojo en abril de 1942 después del comienzo de la invasión alemana de la Unión Soviética y después de graduarse de los cursos de enfermería fue asignada al 849.º Regimiento de Fusileros.
Durante sus primeros ocho meses de servicio militar, evacuó a 123 soldados soviéticos heridos del campo de batalla. El 2 de febrero de 1943, mientras intentaba rescatar a un comandante de pelotón herido, resultó gravemente herida y le rompieron ambas piernas. Mientras los soldados alemanes corrían por el campo de batalla, fingió estar muerta, pero un soldado alemán notó que todavía estaba viva y comenzó a golpearla brutalmente, casi hasta la muerte. Un pelotón de reconocimiento nocturno notó que todavía estaba viva y logró llevarla a un hospital de campaña tres días después. Habiendo sufrido una congelación severa, los médicos tuvieron que realizarla ocho cirugías para salvar su vida, amputándole la mano izquierda, todo el brazo derecho, el pie izquierdo y la pierna derecha hasta la rodilla.
Durante el resto de la guerra, mientras se recuperaba, escribió una carta abierta al Primer Frente Báltico pidiéndoles que se vengaran del sufrimiento infligido a ella y a otros. En su carta, comenzó diciendo que había estado atrapada en una cama de hospital durante 15 meses a causa del Eje, refiriéndose al Eje solo como «los fascistas», mencionó brevemente su vida antes de la guerra, pero pasó directamente a describir su enojo por el comportamiento de los fascistas de cómo tuvo que escribir con un lápiz atado al muñón del codo, cómo su hermano perdió la mano y su esposo murió en la guerra, diciéndolo sin rodeos como «Lo hicieron los fascistas» antes de terminar la carta pidiéndoles que no lo hicieran perdonar a un solo soldado alemán para vengarse del pueblo ruso. La carta fue un gran éxito y provocó más de 3000 cartas de respuestas de las tropas, prometiendo venganza en su nombre. A partir de entonces, numerosos tanques y aviones soviéticos llevaban el texto que decía cosas como «Esto es por Zinaida» o «Por Zinaida Tusnolobova» (en ruso, За Зину Туснолобову!), una práctica tan popular que otro Héroe de la Unión Soviética, Piotr Andreev, lo tenía escrito en el fuselaje de su avión.

### Posguerra
Después de la guerra, regresó nuevamente a Pólatsk, donde se casó con un compañero veterano de guerra, el teniente Joseph Petrovich Marchenko, que trabajaba como ingeniero después de la guerra, juntos tuvieron dos hijos, un niño y una niña. Su hijo, Vladímir Marchenko, sirvió en el ejército durante dos años. En 1957, mucho después del final de la guerra, recibió el título de Héroe de la Unión Soviética por decreto del Sóviet Supremo de la Unión Soviética por su valor en la guerra y la Cruz Roja Internacional le otorgó la Medalla Florence Nightingale en 1965.
En Pólatsk, trabajó en el concejo de la ciudad y realizó mucho trabajo social. Murió de neumonía el 20 de mayo de 1980 a la edad de 59 años. Varias escuelas y calles en diversas ciudades de Bielorrusia recibieron su nombre en su honor y Bielorrusia emitió un sobre conmemorativo con su retrato en 1992 (derecha).

## Condecoraciones

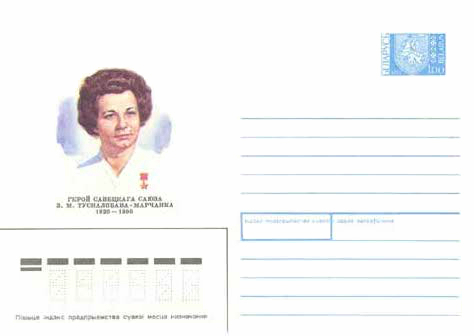
Sobre postal de Bielorrusia de 1992 que representa a Tusnolobova-Marchenko

A lo largo de su carrera militar, Zinaída Tusnolobova-Marchenko recibió las siguientes condecoraciones
- Héroe de la Unión Soviética (6 de diciembre de 1957)
- Orden de Lenin (6 de diciembre de 1957)
- Orden de la Bandera Roja (14 de abril de 1945)
- Orden de la Estrella Roja (6 de noviembre de 1942)
- Medalla Florence Nightingale (12 de mayo de 1965)
- Medalla por la Victoria sobre Alemania en la Gran Guerra Patria 1941-1945 (1945)
- Medalla Conmemorativa del 20.º Aniversario de la Victoria en la Gran Guerra Patria de 1941-1945 (1965)
- Medalla Conmemorativa del 30.º Aniversario de la Victoria en la Gran Guerra Patria de 1941-1945 (1975)

### Listas relacionadas
- Lista de Heroínas de la Unión Soviética